# Giovanni Battista Pichierri
Giovanni Battista Pichierri (12 février 1943 à Sava - 26 juillet 2017 à Trani) est un prêtre italien et archevêque catholique romain de Trani-Barletta-Bisceglie-Nazareth.

## Vie
Giovanni Battista Pichierri a étudié la philosophie et la théologie au Séminaire diocésain du diocèse d'Oria et a reçu l'ordination sacerdotale le 30 août 1967. En 1970, il complète ses études de théologie œcuménique à la Faculté œcuménique de Bari. Il a été actif dans la pastorale du diocèse d'Oria. En 1986, il est nommé vicaire général et modérateur de la Curie diocésaine.
Le pape Jean-Paul II l'a nommé le 21 décembre 1990 comme évêque de Cerignola-Ascoli Satriano. L'évêque d'Oria, Armando Franco (it), le consacre le 26 janvier 1991 dans la Chiesa Madre de Manduria, les co-consécrateurs étaient Andrea Mariano Magrassi (it) OSB, archevêque de Bari-Bitonto, et Benigno Luigi Papa (it) OFMCap, archevêque de Tarente. Il a choisi comme devise Oportet illum crescere.
Le 13 novembre 1999, il est nommé archevêque de Trani-Barletta-Bisceglie-Nazareth par Jean-Paul II. Il y est installé le 26 janvier de l'année suivante.
Il était prieur de la commanderie Nazareth/Barletta de l'ordre équestre du Saint-Sépulcre de Jérusalem.